# 데이비드 케크너
데이비드 케크너(David Koechner, 1962년 8월 24일 ~ )는 미국의 배우, 희극인이다.

## 출연 작품

### 영화
- 왝 더 독 (1997)
- 오스틴 파워 (1999)
- 맨 온 더 문 (1999)
- 아웃 콜드 (2001)
- 써드 휠 (2002)
- 내 상사의 딸 (2003)
- 총각은 어려워 (2003)
- 앵커맨 (2004)
  - 앵커맨 2: 전설은 계속된다 (2013)
- 땡큐 포 스모킹 (2005)
- 40살까지 못해본 남자 (2005)
- 나, 너 그리고 우리 (2005)
- 해저드 마을의 듀크 가족 (2005)
- 텔라데가 나이트 : 리키 바비의 발라드 (2006)
- 스네이크 온 어 플레인 (2006)
- 렛츠 고 투 프리슨 (2006)
- 터네이셔스 D (2006)
- 성탄절 전야의 공항 대소동 (2006)
- 신나는 동물농장 (2006) - 애니메이션
- 르노 911! - 마이애미 (2007)
- 펭귄들의 익살극 (2007)
- 분노의 핑퐁 (2007)
- 더 컴백스 (2007)
- 세미 프로 (2008)
- 겟 스마트 (2008) - 래러비 역
- 섹스 드라이브 (2008)
- 드릴빗 테일러 (2008)
- 더 굿: 리브 하드, 셀 하드 (2009)
- 퍼펙트 게임 (2009)
- 엑스트랙트 (2009)
- 아메리칸 오지 (2011)
- 황당한 외계인: 폴 (2011)
- 파이널 데스티네이션 5 (2011)
- 히트 앤 런 (2012)
- 디스 민즈 워 (2012)
- 피라냐 3DD (2012)
- 헌티드 하우스 (2013)
- 크람푸스 (2015)
- 레귤러 쇼: 더 무비 (2015) - 애니메이션
- 좀비 서바이벌 가이드 (2015)
- 기동순찰대 (2017)
- 몬스터 하우스 (2017) - 애니메이션
- 천국에서 무덤까지 (2018)
- 디어 마이 프렌드 (2018) - 밥 역
- 사악한 쾌락: 킬러들의 험담 (2020)
- 그 여름의 일주일 (2021) - 데이비드 역

### 텔레비전
- 새터데이 나이트 라이브 (1995-96)
- 오피스 (2005-13)
- 아메리칸 대드! (2008-현재) - 애니메이션
- 골드버그 패밀리 (2015-23)
- 트윈 픽스 (2017)